# Маклејн (Вирџинија)
Маклејн (енгл. McLean) насељено је место без административног статуса у америчкој савезној држави Вирџинија.

## Демографија
По попису из 2010. године број становника је 48.115, што је 9.186 (23,6%) становника више него 2000. године.
| Група             | 2000.          | 2010.          |
| Белци             | 31.667 (81,3%) | 36.273 (75,4%) |
| Афроамериканци    | 616 (1,6%)     | 875 (1,8%)     |
| Азијати           | 4.129 (10,6%)  | 7.186 (14,9%)  |
| Хиспаноамериканци | 1.564 (4,0%)   | 2.335 (4,9%)   |
| Укупно            | 38.929         | 48.115         |